# Provincia de Leyte
Leyte (tagalo: Leyte) es una provincia de Filipinas, localizada en las Bisayas Orientales. La cabecera es Tacloban. La provincia ocupa los tres cuartos septentrionales de la Isla de Leyte. Leyte se encuentra al oeste de Sámar, al norte de Leyte del Sur y al sur de Biliran. Al oeste de Leite se encuentra la provincia de Cebú. 
En Leite se han producido algunos de los acontecimientos más importantes de la historia de las Filipinas. Douglas MacArthur, acompañado por el presidente de la Commonwealth Sergio Osmeña y Carlos Peña Rómulo, desembarcaron en la playa de Palo, para comenzar la reconquista frente a los japoneses.
Existe un monumento en el lugar donde MacArthur y su ejército desembarcaron el 20 de octubre de 1944.
El capitolio provincial fue la sede del Gobierno de la Commonwealth desde el 23 de octubre hasta el 27 de febrero de 1945.
Hay que destacar también el pintoresco puente de San Juanico, que conecta las islas de Leite y de Samar. Es un componente importante de la red de carreteras que se desarrollan en todo el país. El puente es el más largo y más hermoso de todos los construidos en las Filipinas.

## Historia
Hacia mediados del siglo XIX, la provincia comprendía, entre otras, la totalidad de la isla de isla de Leyte. Aparece descrita en el Estado geográfico, topográfico, estadístico, histórico-religioso, de la santa y apostólica provincia de S. Gregorio Magno (1865) de Félix de Huerta con las siguientes palabras:

ISLA Y PROVINCIA DE LEITE. Comprendida esta isla entre los 130° 31' 20" y los 131° 41' 40" de longitud oriental del meridiano de Cádiz, y los 9° 50' 38" hasta los 11° 33' 10" de latitud, forma una provincia con las islas de Bilira y Maripipi al N., las de Caburao y Dinagat al E., la de Panaan al S. y las de Poson y Poron al O., cuya provincia toma el mismo nombre de la isla principal. Confina por NE. con la isla de Sámar, separada solamente por el estrecho de S. Juanico; por E. con el golfo; por S. con la isla de Mindanao y por O. con las de Bohol y Cebú. Su temperamento es generalmente cálido pero saludable, esperimentándose con bastante frecuencia, los fuertes huracanes llamados aqui váguios. Su terreno es bastante llano, á escepcion de una elevada cordillera de montes que la atraviesan de N. á S., en los que abundan toda clase de buenas maderas, palmas, bejucos, cera, caza de toda clase, algunos lavaderos de oro, y mucho azúfre. Sus estensas campiñas se hallan fertilizadas por multitud de rios, y son susceptibles de toda clase de plantíos, pero solo cosechan arroz, abacá, tabaco y cocos, palauán y otras raices alimenticias. Sus costas presentan bastantes senos y fondeaderos, entre los que se distingue por su especialidad el de Carigara, al N. de la isla. Los habitantes de esta isla fueron convertidos á nuestra santa fé por los PP. de la sagrada Compañia de Jesus, quienes la administraron hasta el año de 1768, en cuya época pasó á cargo de los RR. PP. agustinos, y estos cedieron su administracion á esta apostólica provincia de S. Gregorio el año de 1843. Confirmado por Real cédula de 29 de Octubre de 1857, siendo los pueblos administrados por los religiosos franciscanos, los siguientes.
(Huerta, 1865, pp. 340-341)

El 18 de junio de 1961 nació el nuevo municipio de Bugho (hoy Javier) agrupando los siguientes barrios y sitios que pertenecían a Abuyog: 
- Barrios de Bugho, Binolho, Andrés Bonifacio, Pinocawan, Calsada-Casulongan, Calsada-Batug, Pongon, Inayupan, Rizal, Malitbogay, Odiong, Guindapunan, Naliwatan, Caraye, Manlilisid, Olhay, Tambis, Comatin, Picas Norte, Santa Cruz, Cangcayang, Abuyogay y Caranhog.
- Sitios de  Talisayan, Manarug, Responde, Laray, Dap-dap, Samoyaw, Malbog y Oguisan.[3]

## Cultura
Los habitantes de Leite se dividen en dos grupos principales. En el Oeste y el Sur predominan los cebuanos mientras que en el Norte habitan los samareños. 

## División administrativa

### Ciudades
- Ormoc
- Tacloban
- Baybay

### Municipios
| - Abuyog - Alang-alang - Albuera - Babatngon - Barugo - Bato - Burauen - Calubian - Capoocan - Carigara - Dagami - Dulag - Hilongos - Hindang - Inopacan - Isabel - Jaro - Javier (Bugho) - Julita - Kananga | - La Paz - Leyte - MacArthur - Mahaplag - Matag-ob - Matalom - Mayorga - Mérida - Palo - Palompon - Pastrana - San Isidro - San Miguel - Santa Fe - Tabango - Tabontabon - Tanauan - Tolosa - Tunga - Villaba |

## Hermanamientos
- España: Almería Acuerdo Municipal de Almería (Leite 1989)